# Précis de décomposition
Précis de décomposition est un essai philosophique pessimiste rédigé par Emil Cioran, et publié en 1949.

## Présentation
Le livre se présente sous la forme d'une collection de courts paragraphes portant sur des sujets variés, tout en orbitant autour des obsessions centrales de l’œuvre de Cioran : les drames historiques, la religion, la déchéance, la futilité, l'ennui, la mort... Le thème de la pensée totalitaire et ses effets destructeurs s'impose cependant comme fil du rouge du texte, et est abordé dès le premier paragraphe, intitulé Généalogie du fanatisme :
Idolâtres par instinct, nous convertissons en inconditionné les objets de nos songes et de nos intérêts. L'histoire n'est qu'un défilé de faux Absolus, une succession de temples élevés à des prétextes, un avilissement de l'esprit devant l'Improbable. Lors même qu'il s'éloigne de la religion, l'homme y demeure assujetti ; s'épuisant à forger des simulacres de dieux, il les adopte ensuite fiévreusement : son besoin de fiction, de mythologie triomphe de l'évidence et du ridicule. Sa puissance d'adorer est responsable de tous ses crimes : celui qui aime indûment un dieu, contraint les autres à l'aimer, en attendant de les exterminer s'ils s'y refusent. Point d'intolérance, d'intransigeance idéologique ou de prosélytisme qui ne révèlent le fond bestial de l'enthousiasme. Que l'homme perde sa faculté d'indifférence : il devient assassin virtuel ; qu'il transforme son idée en dieu : les conséquences en sont incalculables. On ne tue qu'au nom d'un dieu ou de ses contrefaçons : les excès suscités par la déesse Raison, par l'idée de nation, de classe ou de race sont parents de ceux de l'Inquisition ou de la Réforme.
Au fanatisme, Cioran oppose le doute, la paresse et l'indifférence, seuls instruments capables d'éroder nos penchants pour l'intolérance. Sur le plan intellectuel, cette attitude s'exprime par le rejet radical de tout système d'idées et toute abstraction philosophique, jugés inutiles et assimilés à des artifices verbaux.
C'est le manque d'amertume nonchalante qui des hommes fait des bêtes sectaires : les crimes les plus nuancés comme les plus grossiers sont perpétrés par ceux qui prennent les choses au sérieux. Le dilettante seul n'a pas le goût du sang, lui seul n'est pas scélérat...
Nous ne commençons à vivre réellement qu'au bout de la philosophie, sur sa ruine, quand nous avons compris sa terrible nullité, et qu'il était inutile de recourir à elle, qu'elle n'est d'aucun secours.
C'est donc à cet exercice du doute et à la dissolution des croyances qui en résulte, que réfère le processus de « décomposition » annoncé par le titre. Le prix à payer pour cette libération, cependant, est la perte progressive des points de repère qui soutiennent l'existence. À travers l'ennui et le dégoût, la décomposition s'attaque alors à nos fonctions vitales.
J'ai voulu supprimer en moi les raisons qu'invoquent les hommes pour exister et pour agir. J'ai voulu devenir indiciblement normal, — et me voilà dans l'hébétude, de plain-pied avec les idiots, et aussi vide qu'eux.
Détachés de tout objet, n'ayant rien à assimiler de l'extérieur, nous nous détruisons au ralenti, puisque le futur a cessé de nous offrir une raison d'être.
Cioran rejette néanmoins l'option du suicide, jugeant la mort trop « logique », là où la vie tire son sel de sa folie et de l'absence totale d'argument en sa faveur. C'est ce conflit intérieur entre le désir de vivre et le désir de mourir qui, au bout du compte, nous maintient en vie.
Nés dans une prison, avec des fardeaux sur nos épaules et nos pensées, nous ne pourrions atteindre le terme d'un seul jour si la possibilité d'en finir ne nous incitait à recommencer le jour d'après... Les fers et l'air irrespirable de ce monde nous ôtent tout, sauf la liberté de nous tuer ; et cette liberté nous insuffle une force et un orgueil tels qu'ils triomphent des poids qui nous accablent.
À force de cumuler des mystères nuls et de monopoliser le non-sens, la vie inspire plus d'effroi que la mort : c'est elle qui est le grand Inconnu.